# Lazanje
Lazanje (talijanski: lasagne al forno — "pečene lazanje") talijansko je jelo, koje je zastupljeno u talijanskim regijama Emilia-Romagna i Marke, odnosno u cijeloj srednjoj Italiji. Lazanje se jedu u cijelom svijetu i jedan su od sinonima talijanske kuhinje.

## Priprema
Najrašireniji recept, a ujedno i najjednostavniji, uključuje dodavanje ragu umaka, bešamela i parmezana u lazanje. U novije vrijeme uvedena je i uporaba sira mozzarelle.
Rasprostranjene su i bijele varijante lazanja, koje često imaju i gljive. Uobičajeni sastojci za lazanje su: kore za lazanje, miješano mljeveno meso, pasirana rajčica, crno vino, crveni luk, češnjak, peršin, papar, bosiljak, parmezan, maslac, brašno i mlijeko. Lazanje mogu biti pravokutnog ili kockastog oblika, pečene u pećnici.

## Galerija
- Lazanje al forno
- kore za lazanje
- Pogled sa strane
- Pečene lazanje